# Niepylak apollo

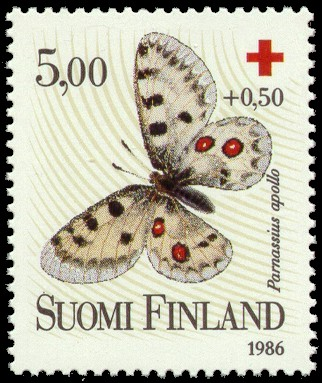
Na fińskim znaczku

Niepylak apollo (Parnassius apollo) – gatunek motyla z rodziny paziowatych (Papilionidae), jeden z największych w Polsce motyli dziennych.

## Cechy charakterystyczne
- rozpiętość skrzydeł do 80 mm
- ubarwienie białe w plamki, na przednim skrzydle pięć czarnych, na tylnym dwie czerwone w czarnej obwódce. Jest to ubarwienie ochronne, doskonale zlewające się z barwą skał wapiennych i białych kwiatów.
- brak łusek (dlatego nie zostawia na palcach pyłu i stąd nazwa niepylak)
- wolny, trzepoczący lot
- żerowanie na kwiatach ostów
- mała płochliwość

Gąsienica zimuje w osłonce jajowej, wiosną żerują w ciągu dnia, nawet w pełnym blasku słońca. Motyle latają w lipcu i sierpniu.

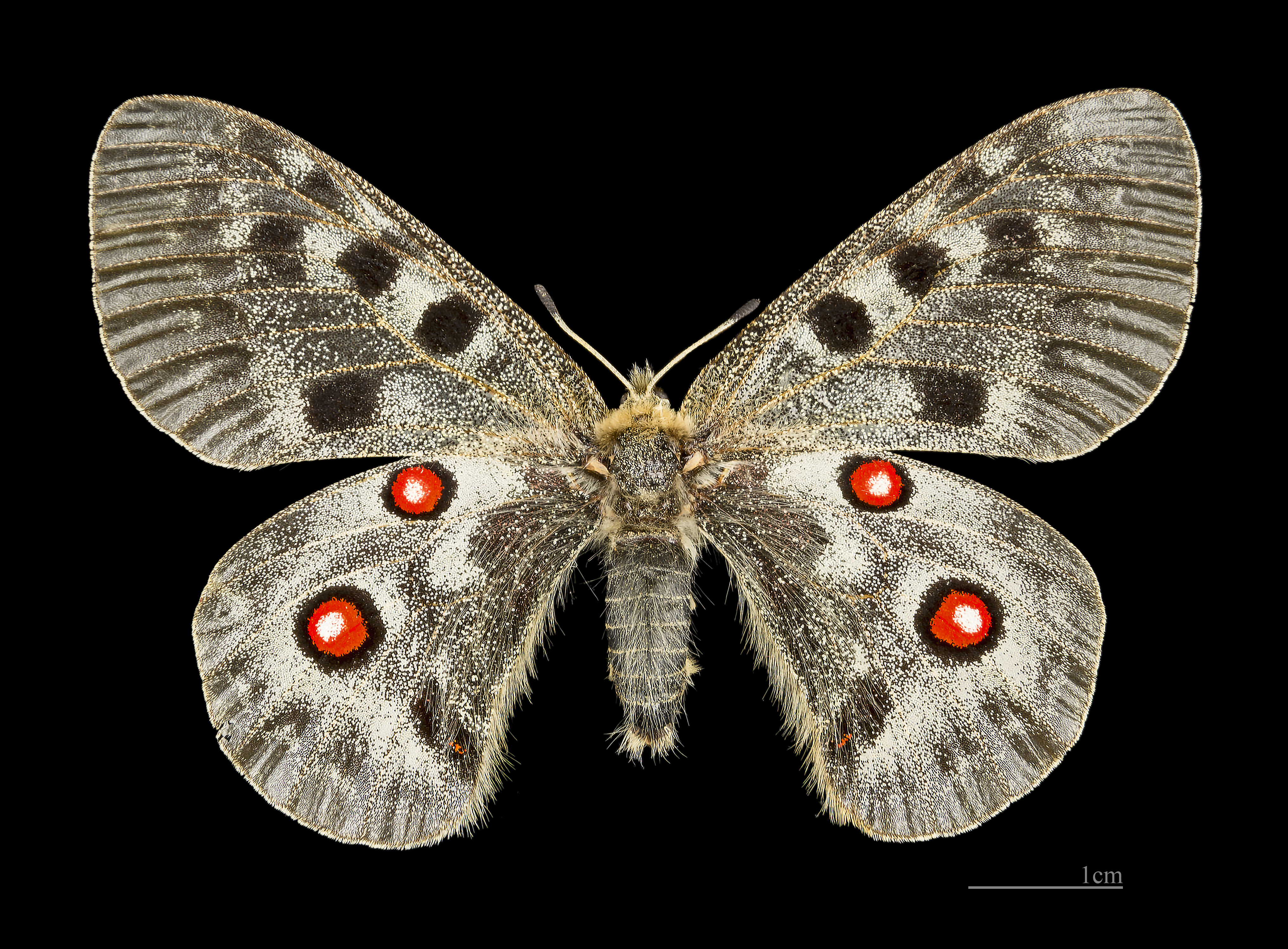
♀
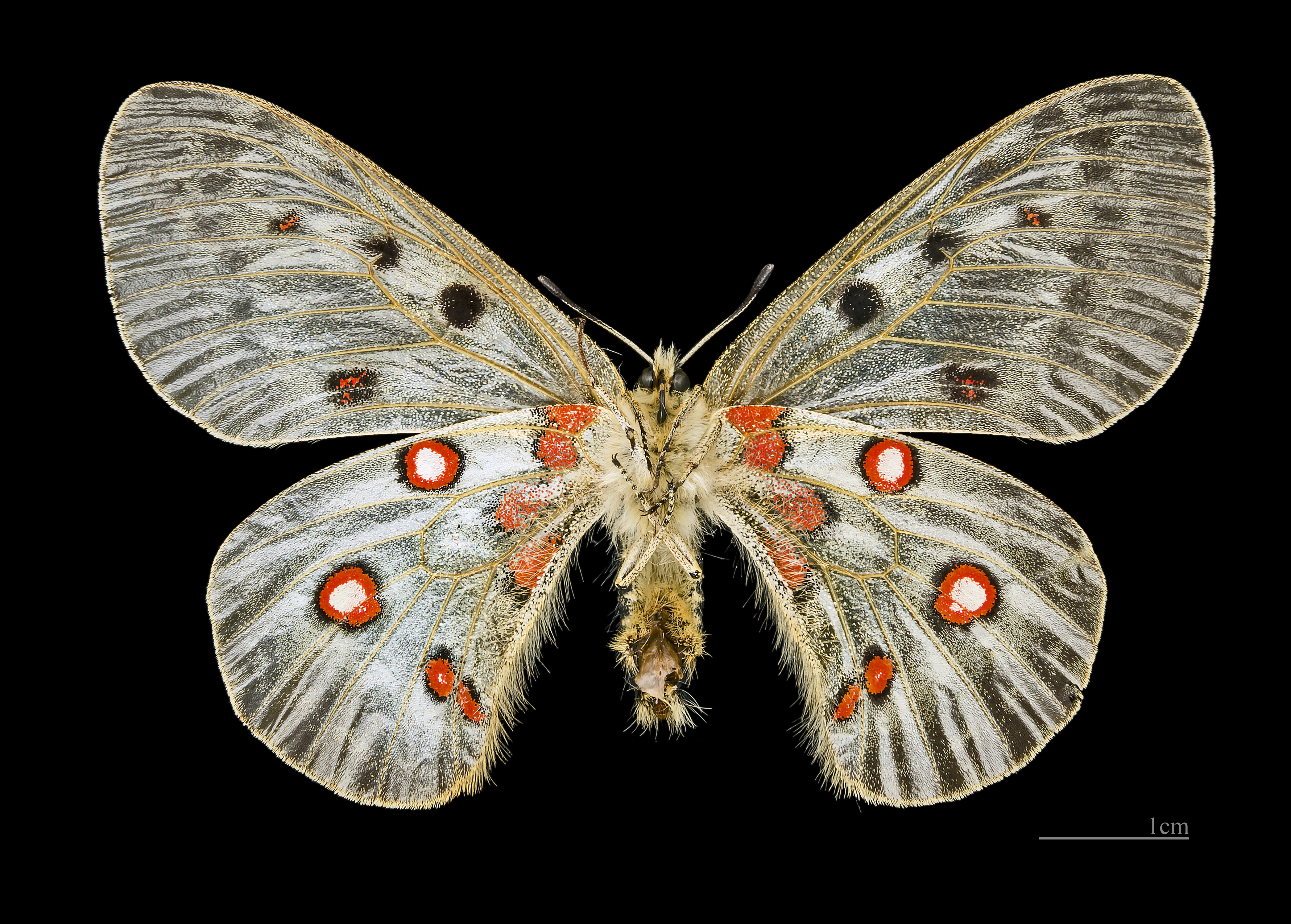
♀△
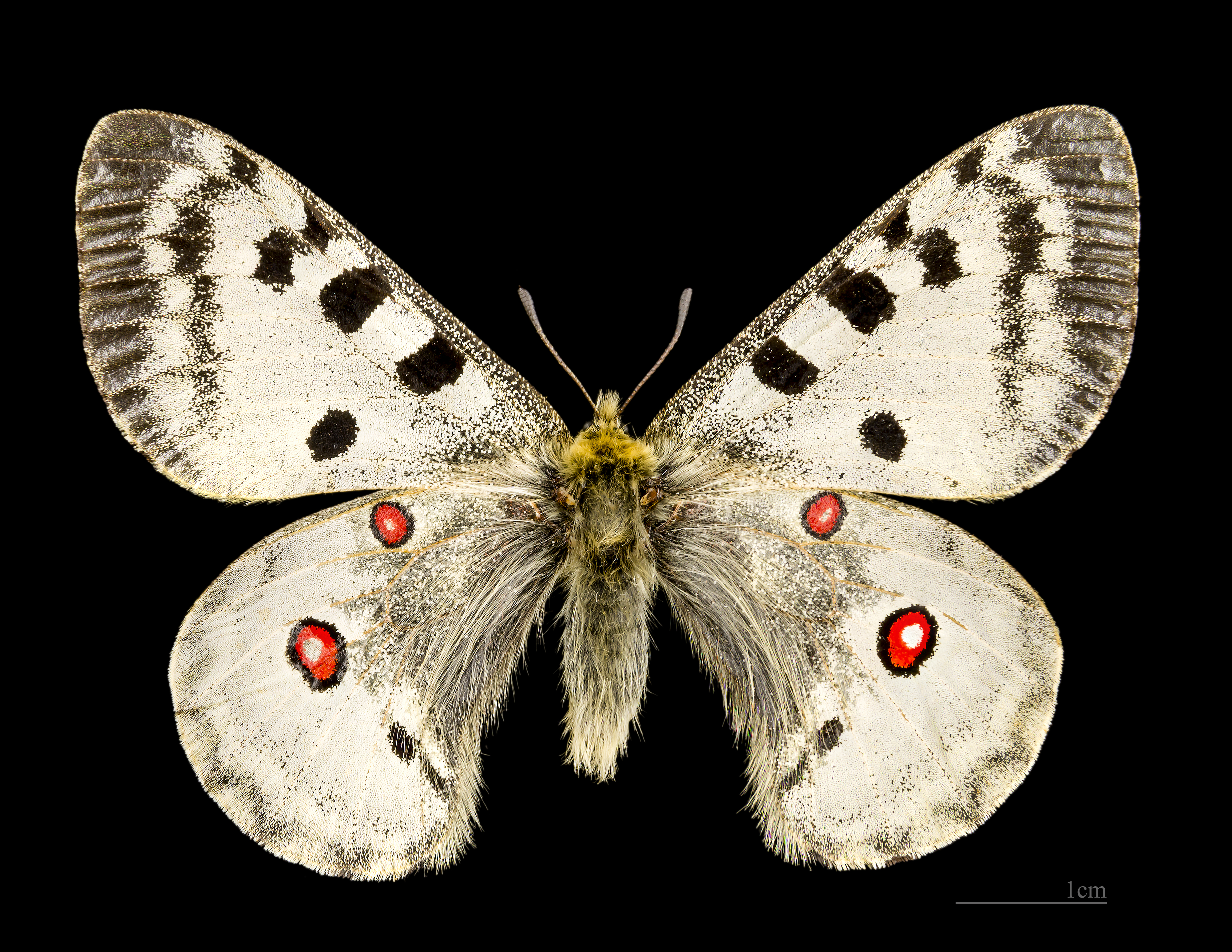
♂
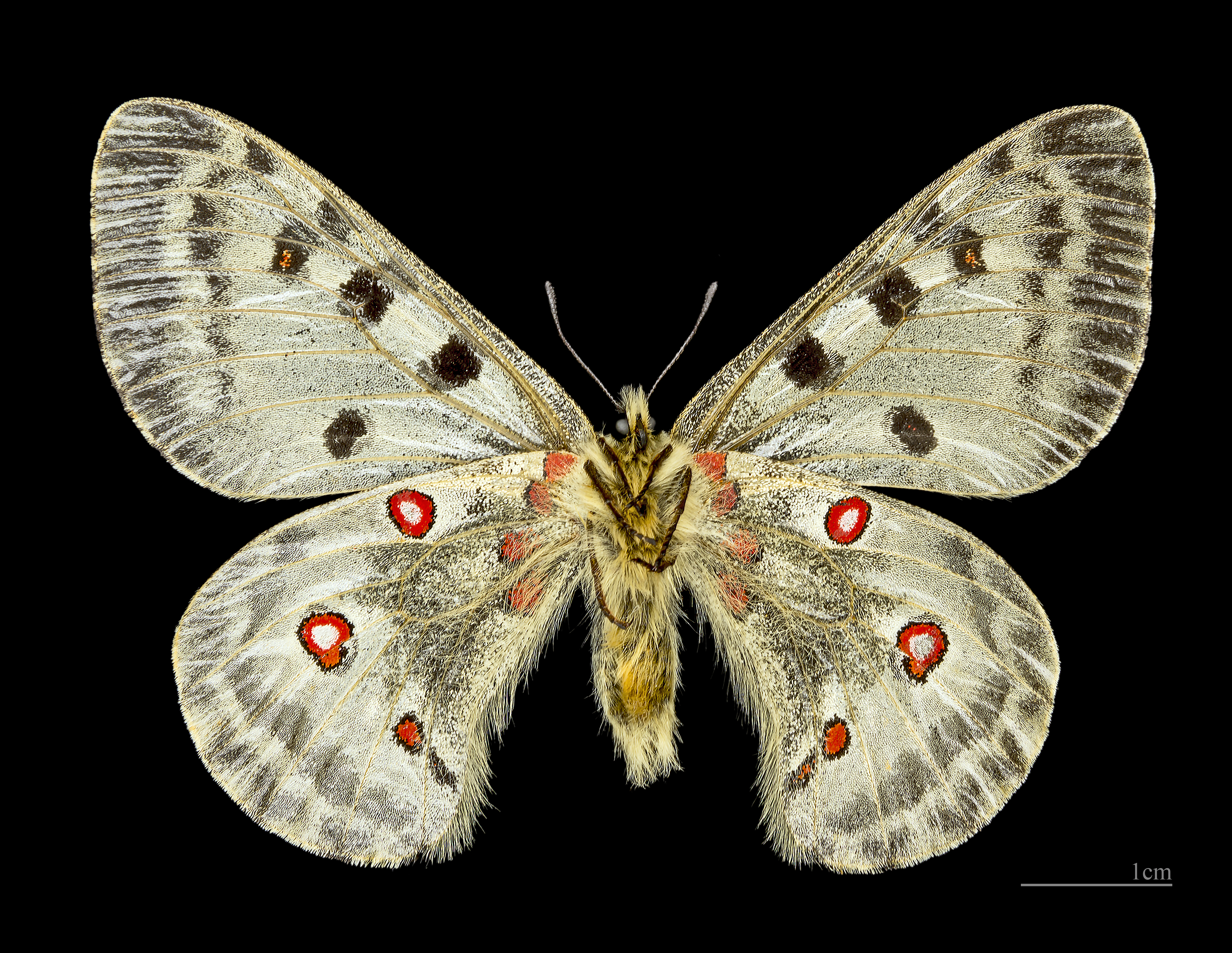
♂ △

## Występowanie i ochrona
Występuje w wielu rejonach Europy, głównie w Alpach i na Półwyspie Iberyjskim. Duże populacje żyją na Kaukazie i na armeńskim Zakaukaziu, między innymi w rejonie jeziora Sewan. Kojarzony powszechnie z terenami górskimi, niepylak apollo występował dawniej również na niżej położonych stanowiskach. Spotykany był w północnej i środkowej Polsce, a nawet na wybrzeżach Bałtyku w Szwecji. Do lat 40. XX w. występował jeszcze na przedmieściach Kijowa. 
Najstarsze zachowane informacje o niepylaku apollo na terenie Polski (jednak bez podania konkretnych miejsc występowania) pochodzą z „Zoologii” Jana K. Kluka (1789), gdzie występuje on pod nazwą łacińską Heliconius Apollo i polską Apollo niemiecki. Konkretne wzmianki o występowaniu niepylaka apollo podał dopiero Karol de Perthées w dziele Insecta Polonica et Lithuania cz. VII [1798–1800?]. Wynika z nich, że gatunek ten występował, poza terenami górskimi, także na rozproszonych stanowiskach w okolicach Warszawy i Kielc.
Do końca XIX wieku zaniknęły stanowiska z północnej części dzisiejszego obszaru Polski oraz Sudetów. W pierwszej połowie XX w. podobny proces dotknął również większości stanowisk w polskiej części Karpat. Motyl ten wyginął zupełnie w Bieszczadach (między 1939 a 1945), w Beskidzie Niskim i Beskidzie Sądeckim. Do lat 60. populacje Parnassius apollo przetrwały jedynie populacje na terenie Tatr i Pienin.
Objęty ochroną ścisłą, tak jak nieco mniejszy niepylak mnemozyna, niepylak apollo jest zagrożony kompletnym wyginięciem, gdyż jego larwy żerują głównie na dość rzadkich gatunkach roślin: rozchodniku wielkim (w Pieninach), na rozchodniku białym (w Tatrach Bielskich i w grupie Siwego Wierchu) oraz na rozchodniku karpackim (w pozostałej części Tatr). Rozchodnik wymaga dobrze naświetlonych piarżysk wapiennych, a te zaczęły zanikać na skutek zalesiania i zaniechania wypasu. W Tatrach Polskich w połowie XX wieku istniało ponad 30 stanowisk niepylaka apollo. Na większości z nich motyle wyginęły przed końcem lat 50., na kilku innych przed 1965, głównie wskutek masowego zalesiania halizn i nieużytków, co prowadziło do skrajnego ograniczenia bazy troficznej tego gatunku. Zapewne w pierwszej połowie lat 90. zanikła populacja apolla w Dolinie Kościeliskiej, a kilka lat później w Dolinie Chochołowskiej. Szczegółowe poszukiwania w latach 2005 i 2006 nie wykazały już śladów występowania tego motyla na terenie polskich Tatr, choć jeszcze w 2003 r. osobniki tego gatunku były obserwowane tuż za granicą, po stronie słowackiej, w dolinach Cichej i Koprowej. Dopiero w lipcu 2010 udało się znów potwierdzić występowanie niewielkiej populacji tego gatunku na terenie jednej z dolin polskich Tatr Zachodnich.
W drugiej połowie XIX w. pienińska populacja niepylaka apollo zajmowała tereny od Małych Pienin (obecne rezerwaty przyrody „Wąwóz Homole” i „Biała Woda”) na wschodzie aż do stanowisk w okolicy Czorsztyna i Niedzicy na zachodzie. Subpopulacje w Małych Pieninach zanikły najprawdopodobniej już w okresie międzywojennym, natomiast na trenie Pienińskiego Parku Narodowego zasięg populacji stopniowo zmniejszał się tak, że w 1990 roku gatunek występował już tylko w masywie Trzech Koron, głównie na piarżysku żlebu Spuszczalnica.
W Pieninach wymieranie lokalnych populacji niepylaka apollo łączyło się nie tylko z zanikiem występowania rozchodnika wielkiego na skutek zalesiania, ale i z przebudową gatunkową pienińskich łąk na skutek ich nawożenia. W latach 1991-2010 przeprowadzono tam szeroki program restytucji gatunku, obejmujący zarówno odtwarzanie siedlisk jak i zwiększenie liczebności populacji poprzez hodowlę i wprowadzanie osobników w teren. W wyniku tych działań w południowej części Pienińskiego Parku Narodowego powstały trzy ośrodki występowania niepylaka apollo (o różnej wszakże liczebności latających osobników i częstotliwości obserwacji): zachodnie, obejmujące obszar Długiej Grapy, Cisowców oraz Zamczyska, centralne, w skład którego wchodzą piarżyska Macelowej Góry, Wąwozu Górczyńskiego (Macelowego) i Gołej Góry oraz wschodnie, obejmujące masyw Trzech Koron i Podskalnią Górę. Poza podanymi wyżej centrami powstały także mniejsze stanowiska na Cyrlowej Skałce, piargach pomiędzy Grabczychami, na zboczu pod zamkiem w Czorsztynie, na Nowej Górze oraz Upszarze. Od 2005 r. przeciętna szacowana liczebność populacji pienińskiej waha się wokół 500 postaci dorosłych.
W Polsce niepylak apollo występuje w:
- Pieninach (lokalny podgatunek Parnassius apollo frankenbergeri)
- Tatrach (lokalny podgatunek Parnassius apollo candidus[6]).

Próby reintrodukcji niepylaka apollo dokonywane były w przeszłości w Sudetach oraz w okolicy Biecza w dolinie Ropy. Mimo początkowych sukcesów, po kilku lub kilkunastu latach wszystkie populacje jednak wymarły. Niepylaka spotkać obecnie można głównie na terenie Pienińskiego Parku Narodowego, dlatego że wdrożono tam  wspomniany wyżej program jego reintrodukcji i ochrony. Obecnie (2012) realizowany jest również kolejny projekt reintrodukcji niepylaka apollo w Sudetach.